# Рапсоди ъф Файър
Рапсоди ъф Файър е метъл група от Триест, Италия, създадена през 1993 г.
Стилът им се определя като пауър/симфоничен метъл. До 2006 година официалното име на групата е Rhapsody.

## История
Групата е създадена през 1993 от Лука Турили (китара) и Алекс Старополи (клавирни) под името Thundercross. През 1997 излиза първият им албум – „Legendary Tales“. Включват много елементи от класическата и бароковата музика заедно с хевиметъла в един нов жанр, определян като „холивудски метъл“ поради приликата си с филмовата музика. По отношение на класическите мотиви Rhapsody черпят вдъхновение от композитори като Вивалди, Йохан Себастиан Бах и Паганини.
През следващите години Турили и Старополи заедно с вокалиста Фабио Лионе, басиста Алесандро Лота и барабаниста Даниеле Карбонера продължават да развиват стила си издавайки албумите „Symphony of Enchanted Lands“ (1998), „Dawn of Victory“ (2000), „Rain of a Thousand Flames“ (2001) и „Power of the Dragonflame“ (2002).
Турили е китаристът на групата, но негово дело са и текстовете. Те често са насочени към мистичната мъдрост на Средновековието и битките между доброто и злото. Във връзка с тази тема Турили казва: „Злото може да бъде открито навсякъде, но то никога няма да победи докато има добри хора, които се борят срещу него.“
Барабаните в „Dawn of Victory“ и Symphony Of enchanted Lands се изпълняват от Даниеле Карбонера под псевдонима „Thunderforce“. Дълго време публиката смята, че това е дръм машина. След това барабанист на групата става Алекс Холцварт, който започва да участва и в студийните записи на групата от албума „The Dawn Of Victory“ (2000). Алесандро Лота е заменен през 2002 с френския бас китарист Патрис Гюе, поради лични и музикални различия с останалите членове. През 2004 групата преминава в лейбъла Magic Circle Music, собственост на Джоуи ДеМайо, басист на американската група Manowar.
През 2006 година групата е принудена да промени името си на Rhapsody of Fire поради подаден иск в съда от американски музикант, регистрирал името 'Rhapsody' като негова собствена марка.
Скоро след това, изгубили част от своята сила под натиска на лейбъла Magic Circle Music, Rhapsody of Fire повеждат дълга съдебна битка с цел прекратяване на неизгодния за тях контракт. През 2009 Rhapsody of Fire подписват договор с германския лейбъл Nuclear Blast. Поредният албум на групата, The Frozen Tears of Angels, излиза на 30 април 2010 година. През 2011 година излиза албумът From Chaos to Eternity, който бележи и края на сагата след 14 години. Лука Турили напуска групата, за да основе своя собствена – Luca Turilli's Rhapsody.

## Състав

### Настоящи членове
- Фабио Лионе – вокали (1995 до днес)
- Роберто де Микели – китара (2011 до днес)
- Алекс Старополи – клавирни (1993 до днес)
- Алекс Холцварт – барабани (2000 до днес)

### Бивши членове
- Кристиано Адакер – вокали (1993 – 1995)
- Андреа Фурлан – бас китара (1993 – 1995)
- Даниеле Карбонера – барабани (1993 – 1999)
- Алесандро Лота – бас китара (1998 – 2002)
- Лука Турили – китара (1993 – 2011)
- Патрис Гюе – бас китара (2002 – 2011)
- Том Хес – китара (2010 – 2013)
- Оливър Холцварт – бас китара (2011 – 2014)

## Дискография

### Студийни албуми
- Legendary Tales (1997)
- Symphony of Enchanted Lands (1998)
- Dawn of Victory (2000)
- Rain of a Thousand Flames (2001)
- Power of the Dragonflame (2002)
- Symphony of Enchanted Lands II: The Dark Secret (2004)
- Triumph or Agony (2006)
- Twilight Symphony (2008)
- The Frozen Tears of Angels (2010)
- From Chaos to Eternity (2011)

### Сингли
- The Dark Secret (2004)
- The Magic of the Wizard's Dream (2005)
- The Cold Embrace of Fear – A Dark Romantic Symphony (2010)

### Компилации
- Tales from the Emerald Sword Saga (2004)

### DVD издания
- Visions from the Enchanted Lands (2007)

### Демо записи
- Land of Immortals (1994)
- Eternal Glory (1995)